# Adam von Luckner
Adam Ferdinand Graf von Luckner (* 21. Januar 1802 in Wandsbek; † 23. Juli 1877 in Berlin) war ein deutscher Gutsbesitzer, preußischer Verwaltungsbeamter und auftragsweise Landrat.

## Leben
Der evangelische Adam von Luckner war der Sohn eines Richters. Nach einem Studium an der Akademie Tharandt und der Universität Jena wurde er 1824 in Hannover Auskultator. Nach seinem Dienstausschied 1826 heiratete er 1827 und wurde Gutsbesitzer. Ab 1833 war er als unbesoldeter Stadtrat in Königsberg tätig, 1836 legte er die Prüfung als Landrat ab. Vom 1. Mai 1837 bis Dezember 1838 war er auftragsweise Landrat des Kreises Kempen. Im Anschluss war er bei der Regierung Düsseldorf als Hilfsarbeiter tätig, von wo er wieder nach Königsberg wechselte.